# ژینگیلدی
ژینگیلدی (قزاقی: Жынгылды) یک شهر و منطقه مسکونی در قزاقستان است که در استان مین‌قشلاق واقع شده‌است.